# Maria Petraccini
Maria Maddalena Petrocini, anche Pettracini o Petraccini (Bagnacavallo, 12 novembre 1759 – Bagnacavallo, 1º giugno 1791), è stata un medico italiana.

## Biografia
Originaria di una famiglia borghese si sposò a Bagnacavallo nel 1784 con un medico, Francesco Ferretti, che esercitava presso l'ospedale di Bagnacavallo come chirurgo primario.
Seguendo e assistendo l'attività del marito iniziò ad interessarsi alla chirurgia fino ad immatricolarsi, nel settembre del 1788, presso l'università di Firenze seguendo le lezioni dei professori Angelo e Lorenzo Nannoni ed interessandosi anche all'ostetricia. Proseguì la sua formazione presso l'Arcispedale Sant'Anna di Ferrara fino a laurearsi presso l'l'università di quella città.
Nel 1789 pubblicò l'opera, basata anche sulla sua personale esperienza in seguito alla nascita del primogenito, "Memoria per servire alla fisica educazione dei bambini" entrando nel ristretto filone dei divulgatori di nuove concezioni pedagogiche e scientifiche legate alla rivoluzione culturale della fine del XVIII secolo. Nel suo libro l'autrice si opponeva all'uso delle strette fasciature che a quei tempi venivano usate in gravidanza, in quanto riteneva che fossero dannose ai nascituri e causa di molte malformazioni. Era inoltre fautrice dell'allattamento materno, una pratica che in quel periodo le donne di condizione sociale elevata tendevano a delegare a nutrici di classi economicamente svantaggiate.
Morì improvvisamente e per cause ignote il 1º di giugno del 1791 lasciando tre figli, Giovanni, Zaffira ed Euclide. Zaffira seguì le orme materne laureandosi in medicina all'Università di Bologna.  Nel 1873 lo storico Giuseppe Spallicci traeva dalla vita delle due Ferretti, madre e figlia, l'insegnamento che non vi è arte o scienza da non potersi apprendere dalla donna.

## Opere
- Memoria per servire alla fisica educazione de’ bambini. Offerta al merito singolarissimo della nobile donna Contessa Barbara Papini-Corbici da Maria Ferretti bagnacavallese, Ferrara, 1789.